# 切雷托圭迪
切雷托圭迪（義大利語：Cerreto Guidi），是意大利佛罗伦斯省的一个市镇。总面积49.33平方公里，人口10501人，人口密度212.9人/平方公里（2009年）。ISTAT代码为048011。

## 友好城市
- 法國 圣马塞尔 (厄尔省)